# Bunder
Il bunder era un'unità di misura dell'area usata in Belgio e nei Paesi Bassi.
Il suo valore non era stabilito ufficialmente, ma variava a seconda delle regioni; in Belgio era generalmente accettata la conversione 1 bunder = 1/12 di manso. Al momento dell'introduzione del sistema metrico, il bunder venne abolito e definito come equivalente dell'ettaro.